# Льонок Біберштайна
Льоно́к Бібершта́йна, застаріле льоно́к Біберште́йна (Linaria biebersteinii) — трав'яниста рослина родини подорожникових, поширений у Словаччині, Україні, Молдові, Румунії, європейській частині Росії.

## Опис
Багаторічна рослина. Стебла прямостоячі, 20–55 см заввишки, прості, слабко розгалужені, вгорі волосисті. Листки лінійні, сидячі, шорсткі, загострені, 4–6 см завдовжки, з трохи загорнутими краями. Вісь суцвіття і квітконіжки довго-волосисті. Суцвіття густе; приквітки ланцетні, волосисті. Віночок яскраво-жовтий, 13–16 мм завдовжки, шпорець 7–9 мм довжиною, з помаранчевою випуклістю нижньої губи. Коробочка кругла. Насіння еліпсоїдне, з крилами, 2,5–2,9 × 1,8–2,2 мм; поверхня блискуча, чорна, крила неглибоко сітчасті.
Квітне у червні.

## Поширення
Поширений у Словаччині, Україні, Молдові, Румунії, європейській частині Росії.
В Україні вид зростає на сухих степах, перелогах і біля доріг — на південному заході та півдні степової смуги нерідко; у Степовому Криму дуже рідко (в Присивашші, околиці с. Солоне Озеро).